# 董小明
董小明（1948年5月—），男，原籍黑龙江，生于香港，中国画家，一级美术师，曾任中国美术家协会书记处书记、理事，广东省文学艺术界联合会副主席，关山月美术馆名誉馆长，深圳画院院长。